# Johann Georg Steigerthal (Mediziner)

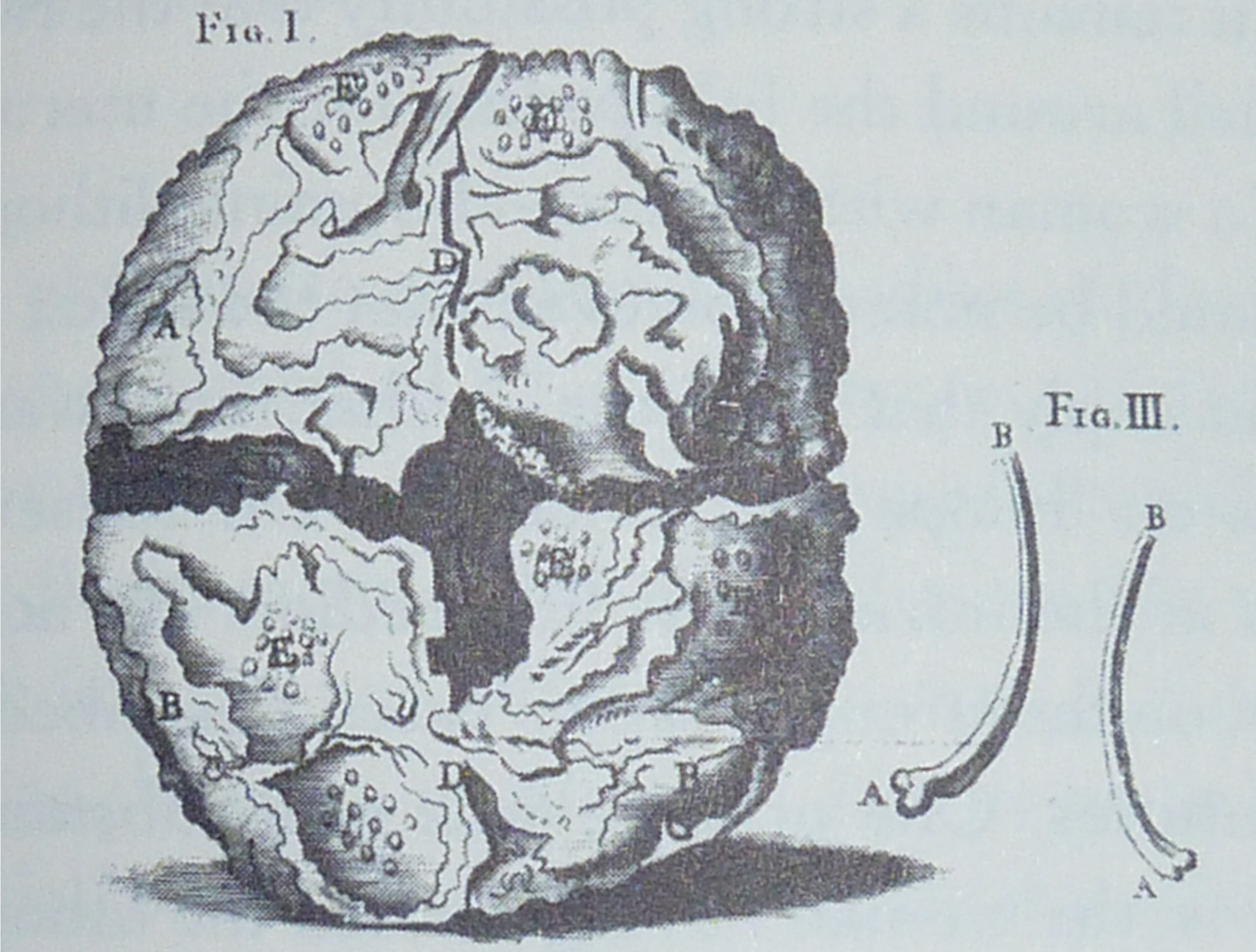
Illustration zu Steigerthals Vorstellung des Steinkindes von Leinzell

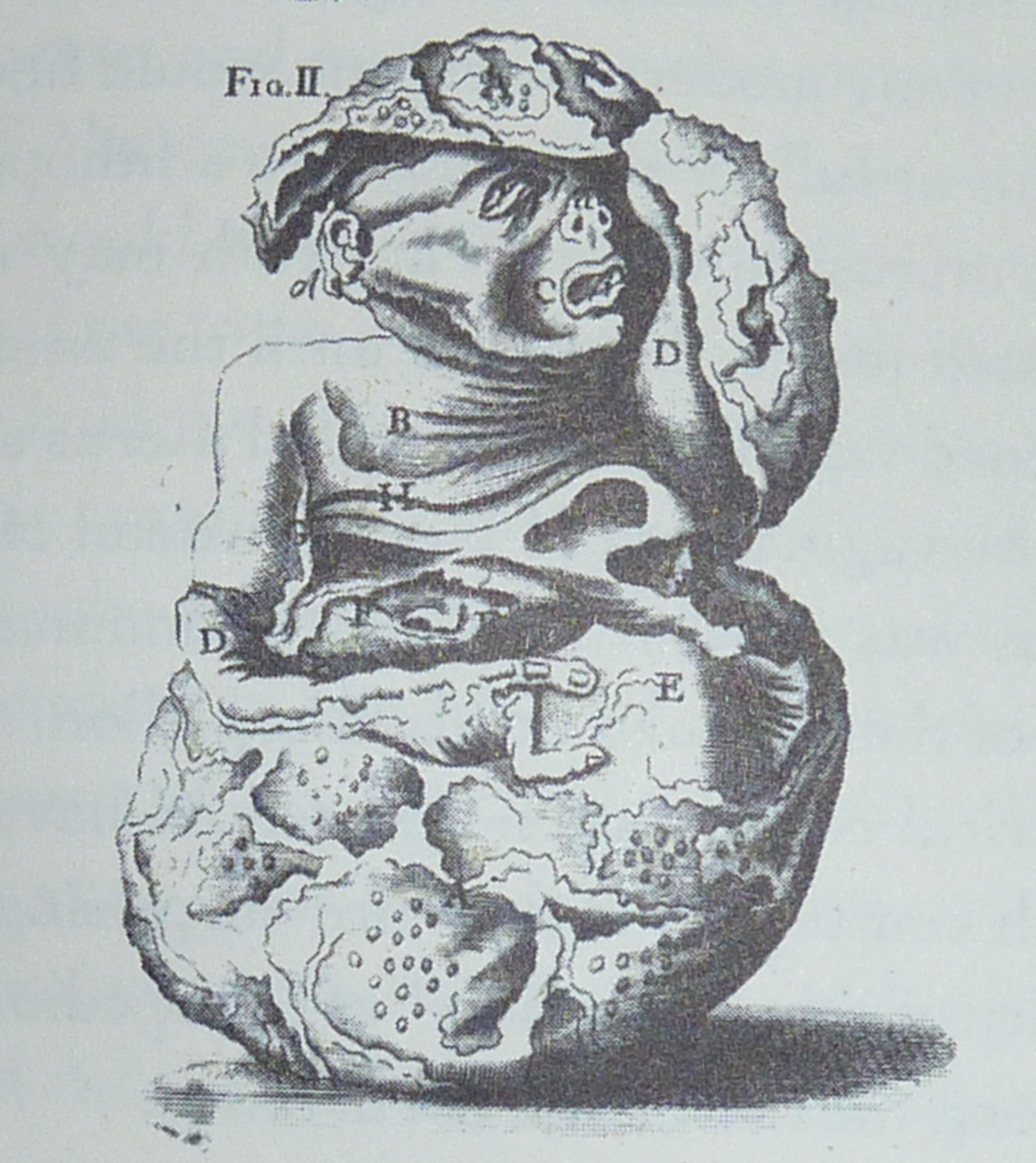
Illustration zu Steigerthals Vorstellung des Steinkindes von Leinzell

Johann Georg Steigerthal (* 2. Februar 1666 in Nienburg; † 27. Juni 1740 in Hannover) war der Leibarzt Georgs I. von England und Mitglied der Royal Society of London.

## Leben
Steigerthal war ein Sohn des gleichnamigen Stadtpredigers und späteren Superintendenten von Nienburg Johann Georg Steigerthal und dessen Ehefrau Catharina Ursula, geb. Wessling. Er studierte ab 1684 in Helmstedt, ab 1688 in Leiden und ab 1689 in Utrecht Medizin, promovierte 1690 und wurde 1703 Professor der Medizin an der Universität von Helmstedt. Ab 1715 war er Hof- und Leibmedicus in Hannover. Ferner leitete er das Gesundheitswesen im Kurfürstentum Hannover. 1732 wurde er zum Hofrat ernannt.
Am 30. Juni 1740 wurde Steigerthal in der Marktkirche von Hannover bestattet.

## Wirken
Steigerthal verfasste die erste Beschreibung des Steinkindes von Leinzell.
Sir Hans Sloane, der Präsident der Royal Society, beauftragte Steigerthal, als dieser sich 1723 mit Georg I. in Bad Pyrmont aufhielt, nach Lemgo zu fahren und Engelbert Kaempfers ostasiatische Sammlung aufzukaufen. So gelangte sie ins Britische Museum.
Um 1730 entdeckte Steigerthal in Linden, heute ein Stadtteil von Hannover, eine Erdölquelle. Im Jahr 1732 berichtet er als einer der ersten über erfolgreiche Pockenimpfungen in England.

## Werke
- De medicamentorum noxis, Diss. 1690
- De matheseos et philosophiae naturalis utilitate in arte medica oratio, 1702
- De aquarum mineralium praestantia programma quod praelectionibus publicis de thermis et acidulis praemittit J. G. Steigerthal, 1703

## Epitaph
In der Martinskirche in Nienburg finden sich zwei in barocker Pracht ausgestaltete Epitaphen sowohl für den königlichen Leibarzt als auch dessen Vater, den gleichnamigen Superintendenten. Teil der denkmalgeschützten Kunstwerke, die zum Kulturerbe des Landes Niedersachsen zählen, ist das Steigerthalsche Wappen, das „Jakobs Traum mit der Himmelsleiter, auf der Engel hinauf und zu Tal steigen,“ zeigt.

## Steigerthalstraße
Die 1927 im heutigen hannoverschen Stadtteil Linden-Nord angelegte Steigerthalstraße erinnert laut dem Adressbuch Hannover von 1978 an den Entdecker der Lindener Erdölquelle.